# Préfecture de Ngari
La préfecture de Ngari (chinois simplifié : 阿里地区 ; pinyin : Ālǐ Dìqū ; tibétain : མངའ་རིས་ས་གནས་, Wylie : mnga' ris sa gnas, pinyin tibétain : Ngari Sanai, THL : ngari sané) correspondant au Tibet occidental, est une subdivision administrative de la région autonome du Tibet en Chine. Son centre administratif est situé dans le xian de Gar.
On y trouve notamment les sites exceptionnels du lac Manasarovar et du mont Kailash, d'importants lieux de pèlerinage, les ruines imposantes du royaume de Gugé, ainsi que de nombreux sites liés à la culture de Zhang Zhung, en voie d'exploration.

## Géographie
La préfecture de Ngari est située dans l'extrême ouest de la région autonome du Tibet, sur la partie nord-ouest du plateau tibétain, et s'étend jusqu'à l'Himalaya occidental sur ses frontières ouest et sud-ouest avec l'Inde et le Népal. Sa superficie est de 345 000 km2.

## Histoire

### Antiquité
La région du Ngari fut le berceau de deux grandes civilisations: Zhang Zhung et Gugé.
La civilisation pré-bouddhiste de Zhang Zhung s'étend sur une période d'environ quinze siècles, de 1 000 av. J.-C jusqu'au milieu du VIIe siècle,.

### Empire du Tibet et royaume de Gugé
Au VIIe siècle, la région est absorbée dans l'Empire du Tibet (629 – 877). Durant l'Ère de la fragmentation (IXe siècle – XIe siècle) qui suit la mort du dernier empereur Langdarma, le Ngari passe sous le contrôle des successeurs du roi Ösung tandis que ceux de Yumtän contrôlent l'Ü,.
Nyimagön (ཉི་མ་མགོན།), petit-fils d'Ösung, vécut vers la fin du Xe siècle et conquiert tout le Tibet occidental. Il partage son territoire entre ses trois fils : Gugé (གུ་གེ) fondé par Tashigön (ou Trashigön བཀྲ་ཤིས་མགོན།), le Zanskar (ཟངས་དཀར།) à Detsugön (བདེ་བཙུགས་མགོན།) et le Maryül (Ladakh) à Palgyigön (ou Pelgigön).
Aux alentours de l'an 1 000, le Ngari devient l'un des centres de l'essor du bouddhisme au sein du royaume de Gugé (Xe siècle – milieu du XVIIe siècle).

### Empire mongol et Dynastie Yuan

Évolution de l'Empire mongol entre 1206 et 1294.

Au XIIIe siècle, lors de la conquête du Tibet par les Mongols, la région est intégrée à l'Empire mongol, puis à la dynastie Yuan dans le dernier quart du XIIIe siècle et au XIVe siècle[citation nécessaire]. Sous l'impulsion de Kubilai Khan, l'école sakya du bouddhisme tibétain devient la principale religion de l'empire. La suzeraineté du Tibet occidental pendant un siècle correspond à la montée en puissance du contrôle de la l'école sakya. Pour des universitaires le Tibet occidental ait pu être sous contrôle de la dynastie Yuan, c'est régions sont loin du contrôle du Tibet central, Pendant 100 ans, il n'est en effet plus question de suzeraineté mais l'école Sakya prend le contrôle direct de la région. Pour Giuseppe Tucci, le Tibet occidental était sous le contrôle de l'empire Yuan. Pour Roberto Vitali, l'école sakya prend le contrôle du royaume de Gugé via les feudataires Khab Gung.thang et Zhwa.lu après la fin du règne de Grags pa lde entre 1277 et 1280, tandis que pour Luciano Petech la dynastie Yuan en partenariat avec les Sakyapa contrôle le Tibet central y compris le Ngari inférieur entre 1288 et 1368.

### Ladakh et Ganden Phodrang

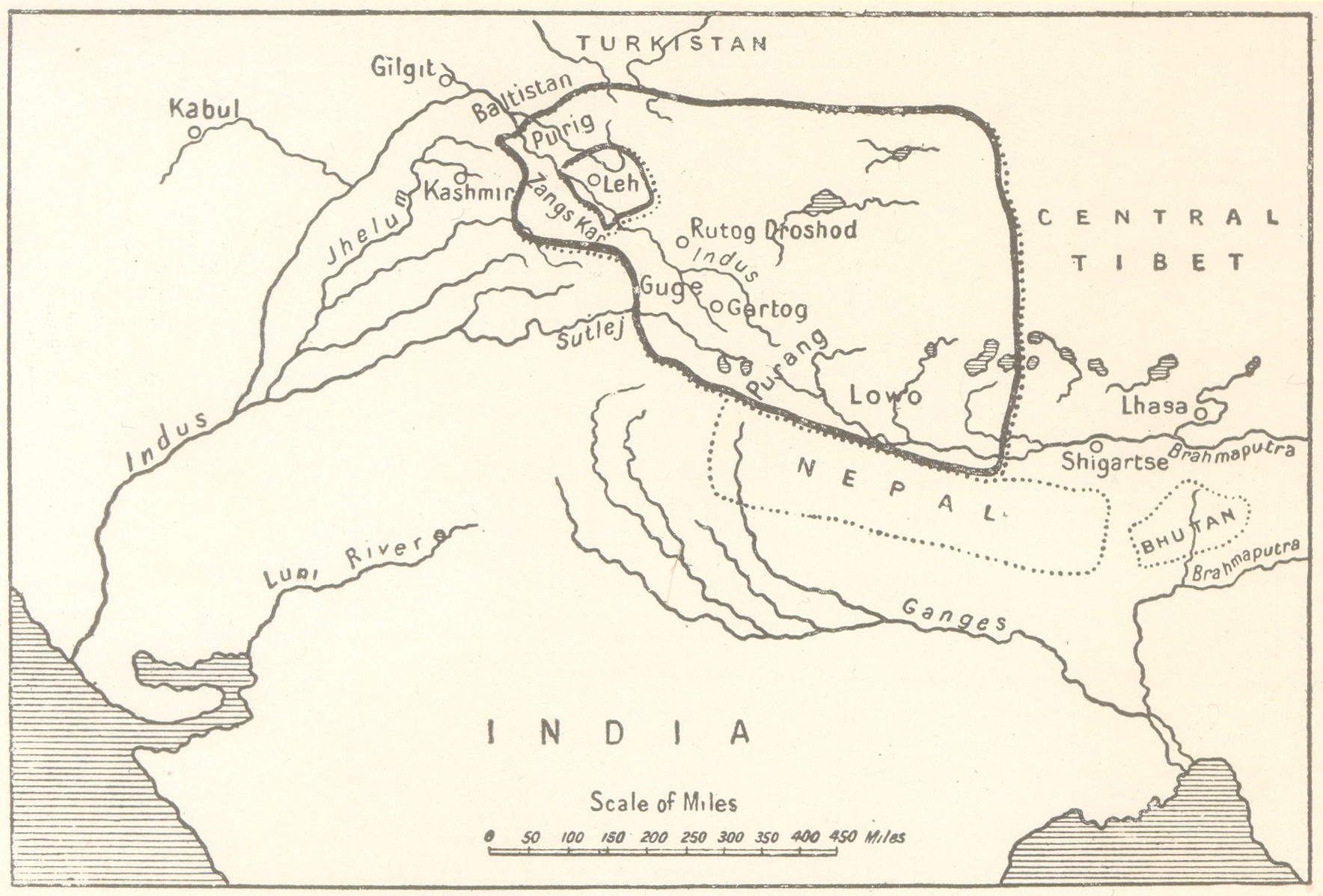
Empire du roi Tsewang Namgyal aux environs de 1560 à 1600)

En 1624 et 1626, le père jésuite Antonio de Andrada, fait deux voyages d'Agra à Tchabrang (province de Ngary-Khorsoum), dans le Tibet occidental), dont le Râja le reçoit avec bienveillance.
Le royaume de Gugé est annexé par le Ladakh en 1630 et Lac Manasarovar passe sous son contrôle.
En 1642, le mongol Qoshot Güshi Khan jusque-là installé au Kokonor (actuel Qinghai) devient le « khan des Tibétains », prenant le pouvoir temporel sur le Tibet central et donnant le pouvoir spirituel au dalaï-lama, initiant ainsi la période du Ganden Phodrang (1642 – 1959). Après la mort de Güshi Khan en 1655, Lobsang Gyatso, le 5e dalaï-lama, devient très puissant et décide d'envahir le Ladakh. Le lama Ganden Tshewangpel Sangpo ( Wylie : Gah-den Tshe-wang-pal Sang-po ou Lama Sang) commande une armée tibéto-mongole depuis Ganden et avance vers le Ladakh. D'après le missionnaire morave, August Hermann Francke cette invasion est probablement en partie pour ses mines d'or, notamment de Thog Jalung (certains lui donnent une date ultérieure). Une guerre eu alors lieu entre le Tibet, l'Empire moghol et le Ladakh.

### XXesiècle
À la suite de l'expédition militaire britannique au Tibet (1903-1904) et de la signature de la Convention entre la Grande-Bretagne et le Tibet, Gartok (ainsi que Yatung et Gyantsé au Tibet central) est ouvert au commerce britannique. Cet accord est un des traités inégaux entre les puissances européennes et asiatiques, il est signé en l'absence de Thubten Gyatso, 13e dalaï-lama qui avait fui au monastère Lamyn Gegeenii Dedlen Khiid, en Mongolie extérieure, proche d'Ourga en raison de l'invasion britannique. Il est amendé et ratifié par la Chine impériale lors du traité de Pékin de 1906.
Après l'intervention militaire chinoise de 1950 - 1951, le Tibet est incorporé à la République populaire de Chine, qui repousse sa frontière sud-ouest au détriment de l'Inde. L'armée populaire de libération pénètre au Ladakh le 7 août 1959 et construit une route reliant le Xinjiang au Tibet à travers l'Aksai Chin revendiqué par l'Inde. La Guerre sino-indienne éclate en 1962 et l'armée chinoise occupe le territoire de l'Aksai Chin qui sera incorporé aux provinces du Xinjiang et de la Région autonome du Tibet, mais demeure aujourd'hui toujours revendiqué par l'Inde. Ce conflit a renforcé les tensions à la frontière sino-indienne et a causé la perte d'environ 3 000 Indiens et de 900 Chinois, essentiellement militaires.
Lors de la Révolution culturelle (1966-1976), de nombreux biens culturels et religieux du Ngari sont mis à sac ou détruits, causant des pertes inestimables.
La préfecture de Ngari est établie en 1970 dans le cadre de la région autonome du Tibet créée en 1965.

## Démographie
La population de la préfecture était estimée à 80 000 habitants en 2004. C'est la préfecture de Chine dont la densité de population est la plus faible, avec 0,23 habitant au km2.

## Subdivisions administratives

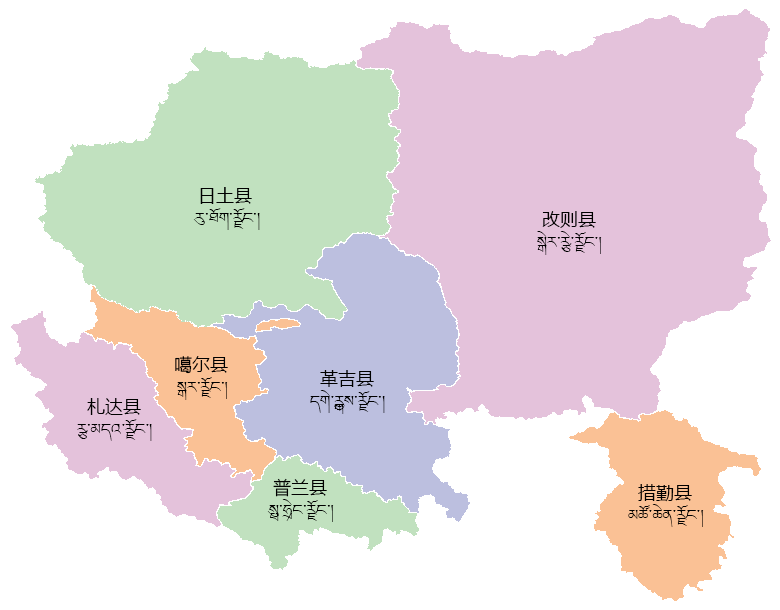
Les districts de la préfecture de Ngari

La préfecture de Ngari exerce sa juridiction sur sept xian :
| Nom             | Tibétain  | Wylie             | Chinois | Pinyin      |
| --------------- | --------- | ----------------- | ------- | ----------- |
| xian de Gar     | སྒར་རྫོང་    | sgar rdzong       | 噶尔县  | Gá'ěr Xiàn  |
| xian de Burang  | སྤུ་ཧྲེང་རྫོང་  | spu hreng rdzong  | 普兰县  | Pǔlán Xiàn  |
| xian de Zanda   | རྩ་མདའ་རྫོང་ | rtsa mda' rdzong  | 札达县  | Zhádá Xiàn  |
| xian de Rutog   | རུ་ཐོག་རྫོང་  | ru thog rdzong    | 日土县  | Rìtǔ Xiàn   |
| xian de Gê'gyai | དགེ་རྒྱས་རྫོང་ | dge rgyas rdzong  | 革吉县  | Géjí Xiàn   |
| xian de Gêrzê   | སྒེར་རྩེ་རྫོང་  | sger rtse rdzong  | 改则县  | Gǎizé Xiàn  |
| xian de Coqên   | མཚོ་ཆེན་རྫོང་ | mtsho chen rdzong | 措勤县  | Cuòqín Xiàn |

## Transports
L'aéroport de Ngari-Gunsa (code IATA : NGQ • code OACI : ZUAL) ouvert en 2010, est le 3e aéroport le plus élevé au monde et le 4e aéroport de la région autonome du Tibet.

## Culture

### Patrimoine
Sur une falaise au-dessus du centre urbain du xian de Burang (appelée aussi Taklakot) se trouvaient l'ancienne forteresse (dzong) de Tegla Kar (le fort du tigre couché) et le monastère de Simbiling (tous deux totalement détruits en 1967 par l'artillerie chinoise pendant la révolution culturelle, le monastère a été partiellement restauré depuis). En dessous se trouve le Tsegu gompa ou « monastère à neuf étages » qui était probablement un établissement Bön à l'origine. Tsegu couvre de nombreuses terrasses, on peut y accéder par des échelles, et il contient de nombreuses fresques uniques et anciennes, assombries par des siècles de fumée.
Il semble que le Tegla Kar ait été construit à l'époque de la dynastie Zhang Zhung qui a été conquise par le roi tibétain Songsten Gampo au cours du début du VIIe siècle. Il est devenu le fort principal du royaume de Purang au Xe siècle sous le règne du roi Kori, un des deux fils de Tashi Gon, le roi du royaume de Gugé. Le royaume de Purang aurait disparu au XVe siècle.

### Cuisine
La cuisine du Ngari et de la préfecture voisine de Nagqu est appelée cuisine qiang ou chiang, on y trouve également de la cuisine du Sichuan,,.
Comme dans le reste du Tibet, on y mange du bovidé (généralement yak) séché, du thé au beurre de yak et de la tsampa (farine d'orge du Tibet grillée). La majorité des autres produits sont importés des régions voisine de plus basse altitude. Un plat typique du xian de Burang dans le Ngari est le poumon soufflé (吹肺, chuīfèi) utilisant des poumons de porc. Le poumon est soufflé depuis la gorge, puis est fourré avec un mélange de sel, de poudre de fruit, de poudre de piment, de l'ail broyé, puis est séché et laissé comme cela pendant 2 à 3 mois avant d'être consommé

## Galerie

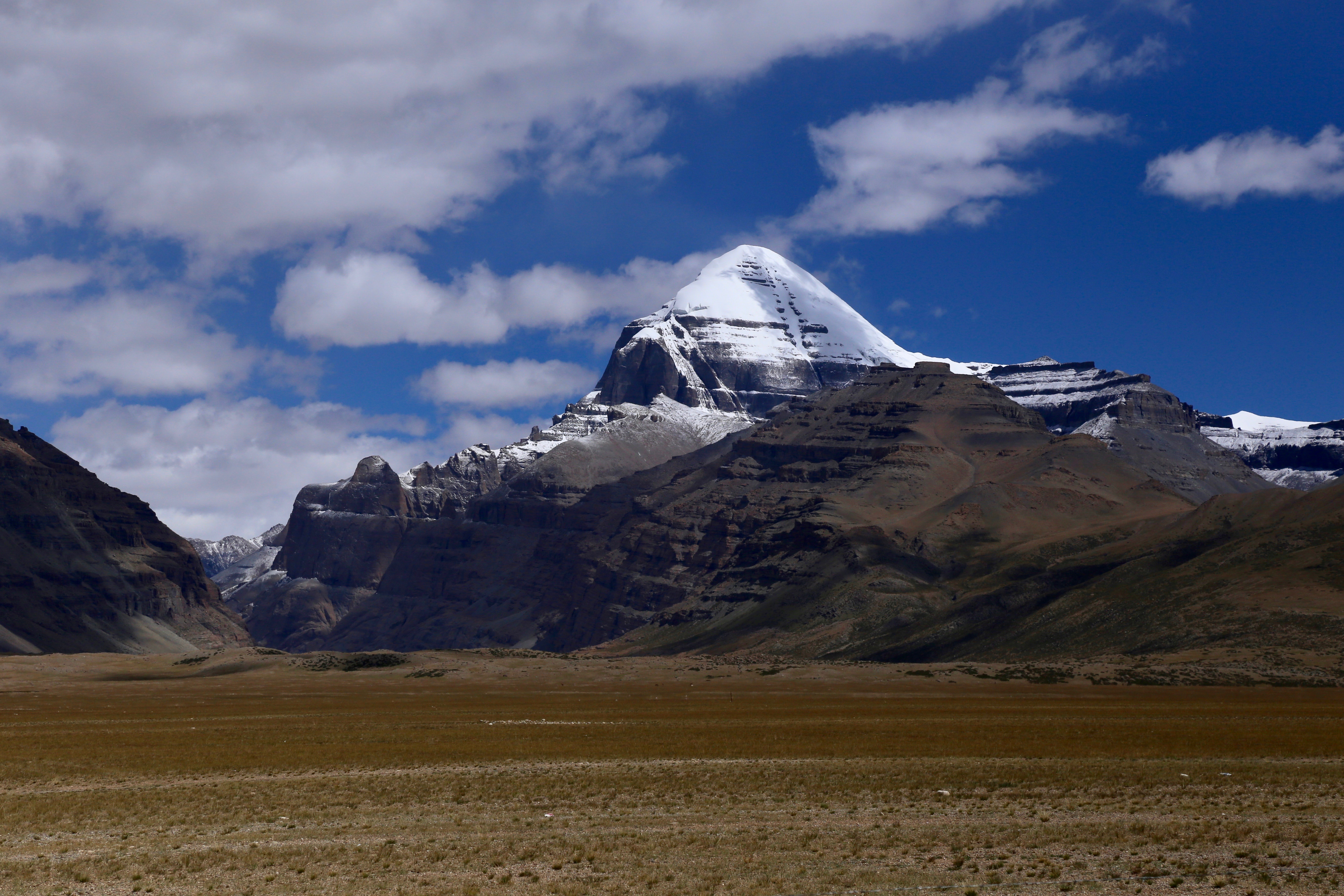
Le mont Kailash vu de la plaine de Barkha.
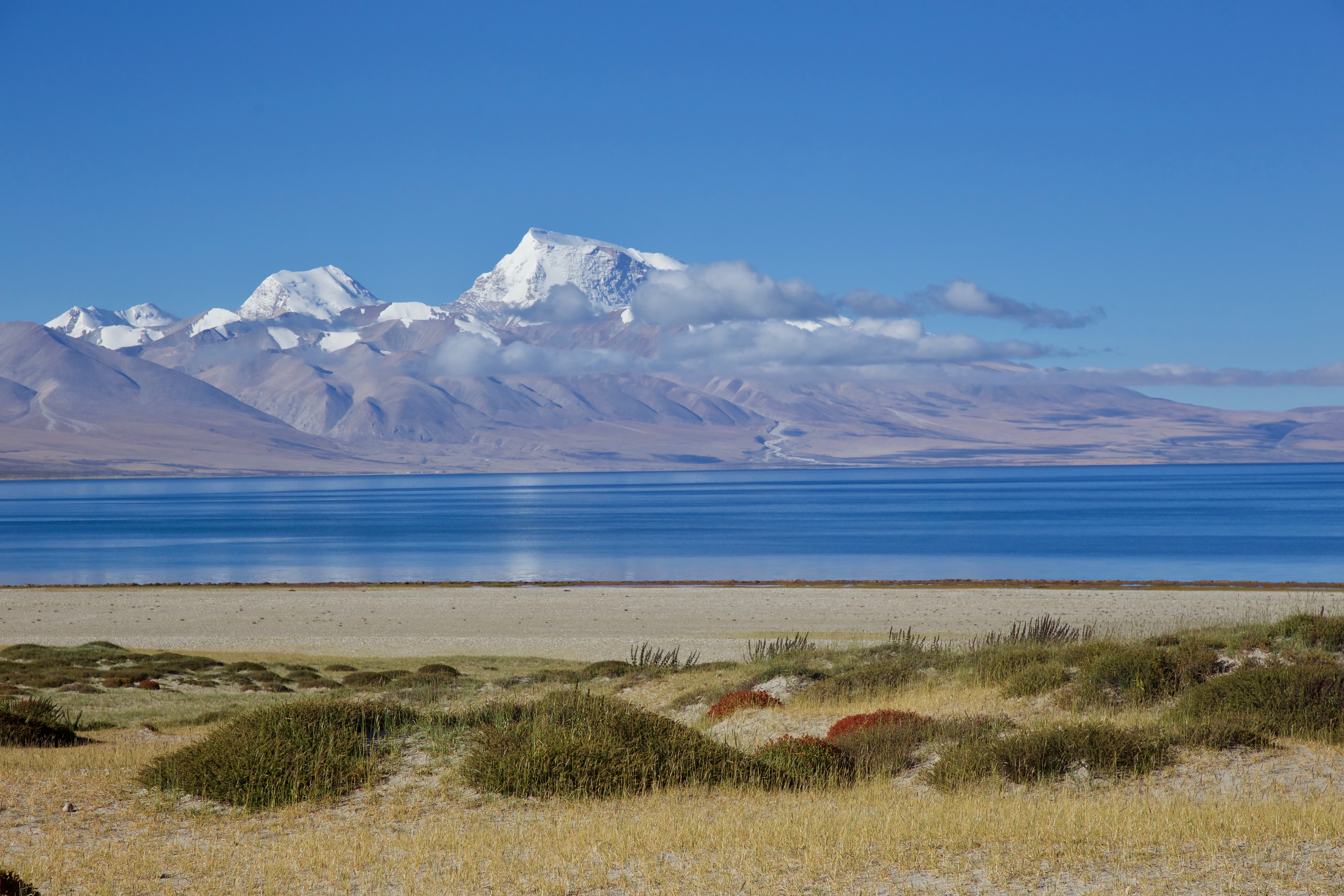
Le lac Manasarovar au pied du Gurla Mandhata.
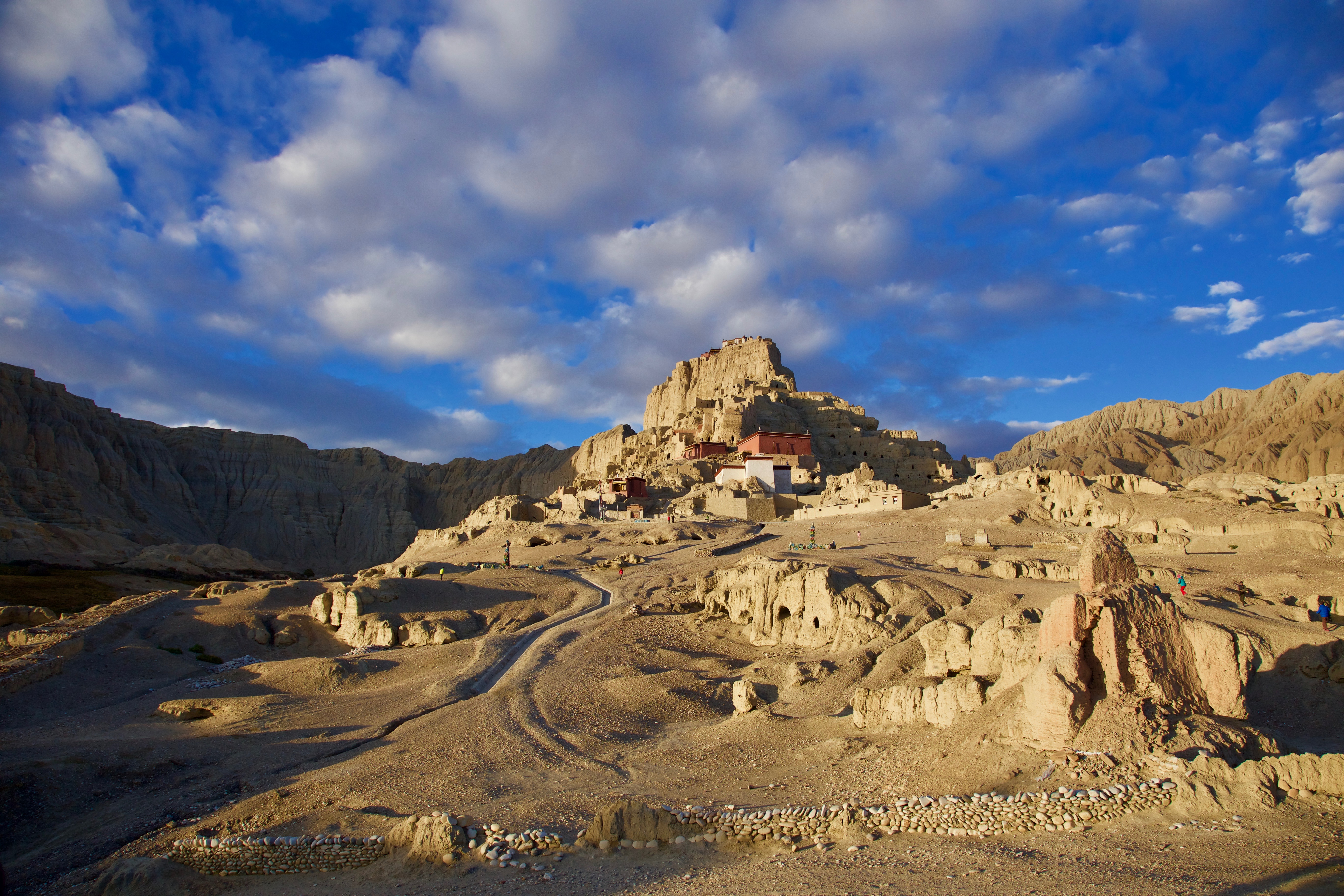
La citadelle de Tsaparang.